# Miro Barnjak
Miro Barnjak (Uskoplje, 1969.) je bosanskohercegovački filmski, kazališni i televizijski glumac i producent.

## Životopis
Rođen je u Uskoplju gdje je živio do početka rata kada seli u Mostar. Član je ansambla HNK Mostar u kojem je ostvario značajne uloge u predstavama: “Nema veze”, “Druga savjest”, “Slučajna smrt jednog optimista”, “I smrt će biti sasma nešto ljudsko”, “Bljesak zlatnog zuba”, “Chick lit”, “Brat Magarac” i “Meštar”. Bio je producent nagrađivanog filma Živi i mrtvi.
S Veliborom Topićem i Slavenom Knezovićem jedan je od prvih pokretača manifestacije Dani filma Mostar koja kasnije prerasta u Mostarski filmski festival.

## Filmografija

### Televizijske uloge
- "General" (2019.)
- "Larin izbor" kao Abdulah (2013.)
- "Mamutica" kao Krešo Štambuk (2010.)

### Filmske uloge
- "Mrtve ribe" kao Čera (2017.)
- "Top je bio vreo" kao Zlaja (2014.)
- "Sonja i bik" kao Božo (2012.)
- "Male ruke" kao Ahmed (2011.)
- "Cirkus Columbia" kao majstor (2010.)
- "Čekaj me, ja sigurno neću doći" kao kondukter (2009.)
- "Živi i mrtvi" kao Ivo (2007.)
- "Tu" kao Sarma (2003.)
- "Konjanik" (2003.)
- "Crvena prašina" kao šefov tjelohranitelj Drveni (1999.)

## Vanjske poveznice
- Miro Barnjak u internetskoj bazi filmova IMDb-u (engl.)